# Minami-ku (Sapporo)
Minami-ku (南区?) è uno dei dieci quartieri amministrativi della città di Sapporo, in Giappone.